# João António Correia

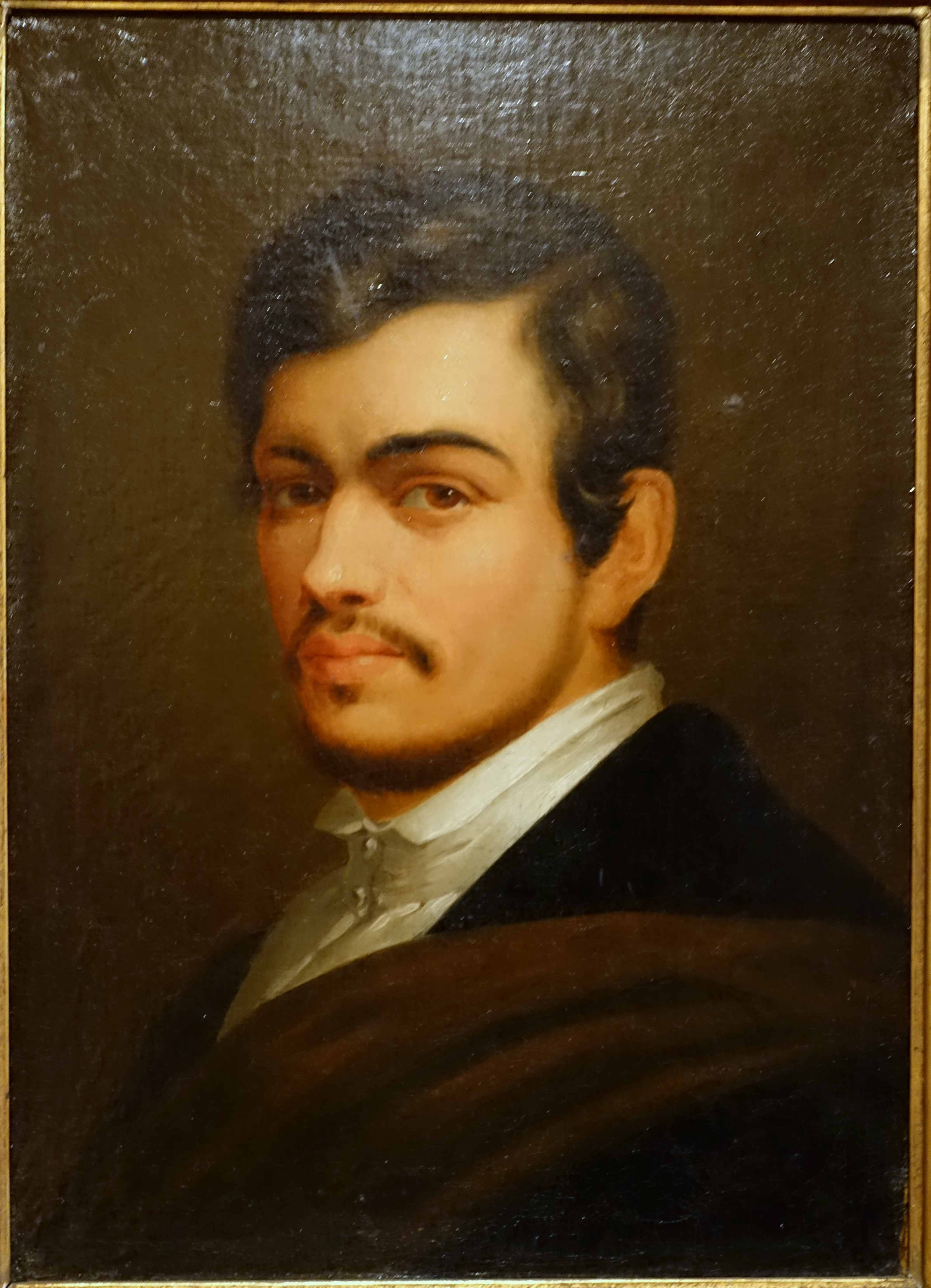
Autorretrato, hacia 1863, Museu Nacional de Soares dos Reis, Oporto.

João António Correia (26 de diciembre de 1822, Oporto, Portugal - 16 de marzo de 1896, Oporto) fue un pintor portugués. Hijo de un mercader textil, se inscribió en la Academia Real de Marinha e Comércio, en 1836-1838, recibiendo clases también de pintura, perspectiva y anatomía en la Escola Superior de Belas-Artes do Porto, siendo galardonado en la primera exposición trienal del año 1842. Continuó su formación en París, donde vivió con el pintor francés Théodore Chassériau. De vuelta a su país natal,  ingresó en la Academia de Oporto donde tuvo una larga carrera docente llegando a director de la misma, cargo que ocupó de 1882 hasta su muerte. Realizó algunos encargos en la iglesia de San Ildefonso, y otras iglesias locales. Legó su obra a la Academia, que no obstante, la subastó tras su fallecimiento, dispersándola.